# Van den Berch van Heemstede

Familiewapen van Van Benthem van den Bergh.

Van den Berch van Heemstede (ook: Van Benthem van den Bergh en: Helvetius van den Bergh) is een geslacht waarvan leden sinds 1841 tot de Nederlandse adel en sinds 1955 tot de Belgische adel behoren met het predicaat van jonkheer en jonkvrouw.

## Geschiedenis
De stamvader van deze familie is Laurens ther Poirten of Poirtman, een brouwer te Nijmegen en vermeld tussen 1519 en 1543. Zijn afstammelingen, die in de regering van Nijmegen zaten, droegen later de geslachtsnamen Van den Berch en Van den Bergh. De drie takken van deze familie heten Van den Berch van Heemstede, Helvetius van den Bergh en Van Benthem van den Bergh.
Er komt ook een levende tak voor in Frankrijk.

## Nederlandse adel
In 1841 en 1842 werd mr. Isaac Lambertus van den Berch (1811-1879) verheven. Zijn afstammelingen heten Van den Berch van Heemstede. De toevoeging Van Heemstede is ontleend aan de aankoop van de Utrechtse ambachtsheerlijkheid met kasteel Heemstede door mr. Isaac Lambertus Cremer van den Berch (1811-1879) in 1837; in 1919 werden deze verkocht aan door L.J. Heijmeijer (1861-1932), lid van de familie Heijmeijer.
Uit de tak Van Benthem van den Bergh werden verheven:
- In 1898[6] Eduard Thomas Theodorus Henricus van Benthem van den Bergh (1846-1911)
- In 1899[7] Jan Frederik van Benthem van den Bergh (1855-1938), broer van de vorige
- In 1903[8] Jan Frederik van Benthem van den Bergh (1871-1950), neef van de vorigen

De adellijke tak Van Benthem van den Bergh staat op uitsterven.

## Belgische adel
Een lid van de familie werd met zijn dochter op 25 juli 1955 ingelijfd in de Belgische adel. Dit was jhr. Jean Edmond Charles Ghislain van den Berch van Heemstede (1914-1990); deze Belgische tak staat met zijn dochter op uitsterven.

## Enkele telgen

### Van den Berch van Heemstede
Jhr. mr. Isaäc Lambertus Cremer van den Berch van Heemstede (1811-1879), lid van de Tweede Kamer der Staten-Generaal
- Jhr. Isaac Burchard Diederik van den Berch van Heemstede (1860-1917), lid van de Tweede Kamer der Staten-Generaal